# Menju
Menju (bürgerlich Manuel Mayer) ist ein deutscher Musikproduzent und Sound Designer.

## Leben
Mayer begann im Alter von zwölf Jahren mit der hobbymäßigen Produktion von Hip-Hop-Beats.
Seit 2009 produziert er Musik im Corporate & Werbebereich für Firmen wie Bosch, Daimler Benz, FC Bayern München, Fraunhofer Institut, Gillette, IBM, Kaufland, NASA, P&G und Siemens. 2018 und 2019 reiste er als Delegierter des Landes Baden-Württemberg zum Cannes Lions International Festival of Creativity.
Er war Teil der Veranstaltung Catch A Fire und produzierte zusammen mit Bigg-G zahlreiche Sampler und Alben, auf denen unter anderem Künstler wie Samy Deluxe, Max Herre, Afrob, Jan Delay, Cassandra Steen, uvm. vertreten waren.
2018 wurde er Hauptproduzent des Rappers Dardan und produzierte als Executive Producer die Alben Sorry… (2019), SOKO DISKO (2020) und Mister Dardy (2021).
2019 saß Mayer in der Jury für den Jugendfilmpreis Baden-Württemberg.
2020 gewann er die Kategorie Sounddesign des Cannes Corporate Media & TV Awards.

## Singles
| Jahr | Titel Album       | Höchstplatzierung, Gesamtwochen, AuszeichnungChartplatzierungen (Jahr, Titel, Album, Platzierungen, Wochen, Auszeichnungen, Anmerkungen) | Höchstplatzierung, Gesamtwochen, AuszeichnungChartplatzierungen (Jahr, Titel, Album, Platzierungen, Wochen, Auszeichnungen, Anmerkungen) | Höchstplatzierung, Gesamtwochen, AuszeichnungChartplatzierungen (Jahr, Titel, Album, Platzierungen, Wochen, Auszeichnungen, Anmerkungen) | Anmerkungen                                                   |
| Jahr | Titel Album       | DE | AT | CH | Anmerkungen                                                   |
| ---- | ----------------- | --- | --- | --- | ------------------------------------------------------------- |
| 2023 | Hollywood Hills – | DE72 (1 Wo.)DE | — | — | Erstveröffentlichung: 6. Oktober 2023 feat. Dardan & Monet192 |

## Chartplatzierungen als Produzent
Menju als Autor (A) und Produzent (P) in den Charts

| Jahr | Titel Interpretation                      | Höchstplatzierung, Gesamtwochen, AuszeichnungChartplatzierungen (Jahr, Titel, Interpretation, Platzierungen, Wochen, Auszeichnungen, Anmerkungen) | Höchstplatzierung, Gesamtwochen, AuszeichnungChartplatzierungen (Jahr, Titel, Interpretation, Platzierungen, Wochen, Auszeichnungen, Anmerkungen) | Höchstplatzierung, Gesamtwochen, AuszeichnungChartplatzierungen (Jahr, Titel, Interpretation, Platzierungen, Wochen, Auszeichnungen, Anmerkungen) | Anmerkungen                                                                          |
| Jahr | Titel Interpretation                      | DE | AT | CH | Anmerkungen                                                                          |
| --- | ----------------------------------------- | --- | --- | --- | ------------------------------------------------------------------------------------ |
| 2018 | Facetime Dardan                           | DE7 Platin · (33 Wo.)DE | AT22 Platin · (22 Wo.)AT | CH39 ×3Dreifachplatin · (12 Wo.)CH | Erstveröffentlichung: 17. August 2018 Verkäufe: + 490.000                            |
| 2019 | Coco Mama Dardan                          | DE4 Platin · (21 Wo.)DE | AT9 Platin · (14 Wo.)AT | CH12 ×3Dreifachplatin · (12 Wo.)CH | Erstveröffentlichung: 5. April 2019 Verkäufe: + 490.000                              |
| 2019 | Kadale Dardan                             | DE23 (4 Wo.)DE | AT36 (2 Wo.)AT | CH38 Platin · (2 Wo.)CH | Erstveröffentlichung: 19. Juli 2019 Verkäufe: + 20.000                               |
| 2020 | 6AM......... Dardan                       | DE4 Gold · (10 Wo.)DE | AT15 Gold · (5 Wo.)AT | CH19 Platin · (4 Wo.)CH | Erstveröffentlichung: 10. Januar 2020 Verkäufe: + 235.000                            |
| 2020 | Dayyytona Dardan                          | DE5 (7 Wo.)DE | AT11 (4 Wo.)AT | CH17 Platin · (4 Wo.)CH | Erstveröffentlichung: 28. Februar 2020 Verkäufe: + 20.000                            |
| 2020 | Hotel Dardan feat. Monet192               | DE2 Gold · (15 Wo.)DE | AT6 Gold · (6 Wo.)AT | CH4 ×3Dreifachplatin · (11 Wo.)CH | Erstveröffentlichung: 20. März 2020 Verkäufe: + 275.000                              |
| 2020 | Wie lang????????? Dardan                  | DE9 (5 Wo.)DE | AT14 (3 Wo.)AT | CH26 Gold · (2 Wo.)CH | Erstveröffentlichung: 17. April 2020 Verkäufe: + 10.000                              |
| 2020 | Favela Dardan                             | DE11 (4 Wo.)DE | AT19 (2 Wo.)AT | CH26 Gold · (2 Wo.)CH | Erstveröffentlichung: 22. Mai 2020 Verkäufe: + 10.000                                |
| 2020 | Ma Bae Dardan                             | DE15 Gold · (11 Wo.)DE | AT26 Gold · (10 Wo.)AT | CH34 ×2Doppelplatin · (5 Wo.)CH | Erstveröffentlichung: 24. Juli 2020 Verkäufe: + 255.000                              |
| 2020 | Mailbox Dardan feat. Hava                 | DE7 Gold · (7 Wo.)DE | AT21 (3 Wo.)AT | CH21 Platin · (3 Wo.)CH | Erstveröffentlichung: 2. Oktober 2020 Verkäufe: + 220.000                            |
| 2020 | Who the Fuck Is This? Dardan feat. Gunboi | DE42 (1 Wo.)DE | — | CH97 (1 Wo.)CH | Erstveröffentlichung: 5. November 2020                                               |
| 2020 | Ka je Dardan                              | DE21 (4 Wo.)DE | AT41 (1 Wo.)AT | CH25 Platin · (3 Wo.)CH | Erstveröffentlichung: 10. Dezember 2020 Verkäufe: + 20.000                           |
| 2021 | Vija vija Dardan                          | DE14 (4 Wo.)DE | AT16 (2 Wo.)AT | CH13 Gold · (4 Wo.)CH | Erstveröffentlichung: 14. Januar 2021 Verkäufe: + 10.000                             |
| 2021 | GTA Dardan                                | DE14 (4 Wo.)DE | AT25 (1 Wo.)AT | CH23 Gold · (2 Wo.)CH | Erstveröffentlichung: 25. Juni 2021 Verkäufe: + 10.000                               |
| 2021 | Cloud 7 Dardan feat. Cro                  | DE12 (4 Wo.)DE | AT20 (3 Wo.)AT | CH36 Gold · (2 Wo.)CH | Erstveröffentlichung: 5. August 2021 Verkäufe: + 10.000                              |
| 2022 | Warum bist du so Mike Singer feat. Dardan | DE60 (1 Wo.)DE | — | — | Erstveröffentlichung: 13. Mai 2022                                                   |
| 2022 | Obsessed Dardan feat. RAF Camora          | DE8 (6 Wo.)DE | AT5 (6 Wo.)AT | CH9 Gold · (3 Wo.)CH | Erstveröffentlichung: 5. Mai 2022 Verkäufe: + 10.000                                 |
| 2025 | Ficka Sarah Connor                        | DE33 (… Wo.)DE | — | — | Erstveröffentlichung: 10. April 2025                                                 |
| Folgende Lieder erschienen nicht als Single, wurden aber durch das Album zum Download und Streaming bereitgestellt und konnten somit eine Platzierung erlangen: |                                           | | | |                                                                                      |
| |                                           | | | |                                                                                      |
| 2019 | Genauso Dardan feat. Xiara                | DE19 Gold · (13 Wo.)DE | AT26 Gold · (10 Wo.)AT | CH40 ×2Doppelplatin · (3 Wo.)CH | Videoauskopplung: 16. August 2019 Charteinstieg: 25. August 2019 Verkäufe: + 255.000 |
| 2020 | Gigi Dardan & Monet192                    | DE27 (1 Wo.)DE | AT54 (1 Wo.)AT | CH50 (1 Wo.)CH | Videoauskopplung: 4. September 2020 Charteinstieg: 11. September 2020                |
| 2021 | Coke Light Dardan                         | DE12 (4 Wo.)DE | AT21 (1 Wo.)AT | CH25 (2 Wo.)CH | Videoauskopplung: 5. Februar 2021 Charteinstieg: 12. Februar 2021                    |